# نیاایلامی
نیاایلامی یا آغازایلامی (به انگلیسی: Proto-Elamite) دوره‌ای از تاریخ ایلام میان سال‌های ۳۲۰۰ تا ۲۷۰۰ پیش از میلاد است. البته تا ۳۴۰۰ و ۳۵۰۰ پیش از میلاد نیز تخمین زده می‌شود. این دوره که معادل با اواخر دوره بانش است، با نام شوش سوم نیز شناخته می‌شود.

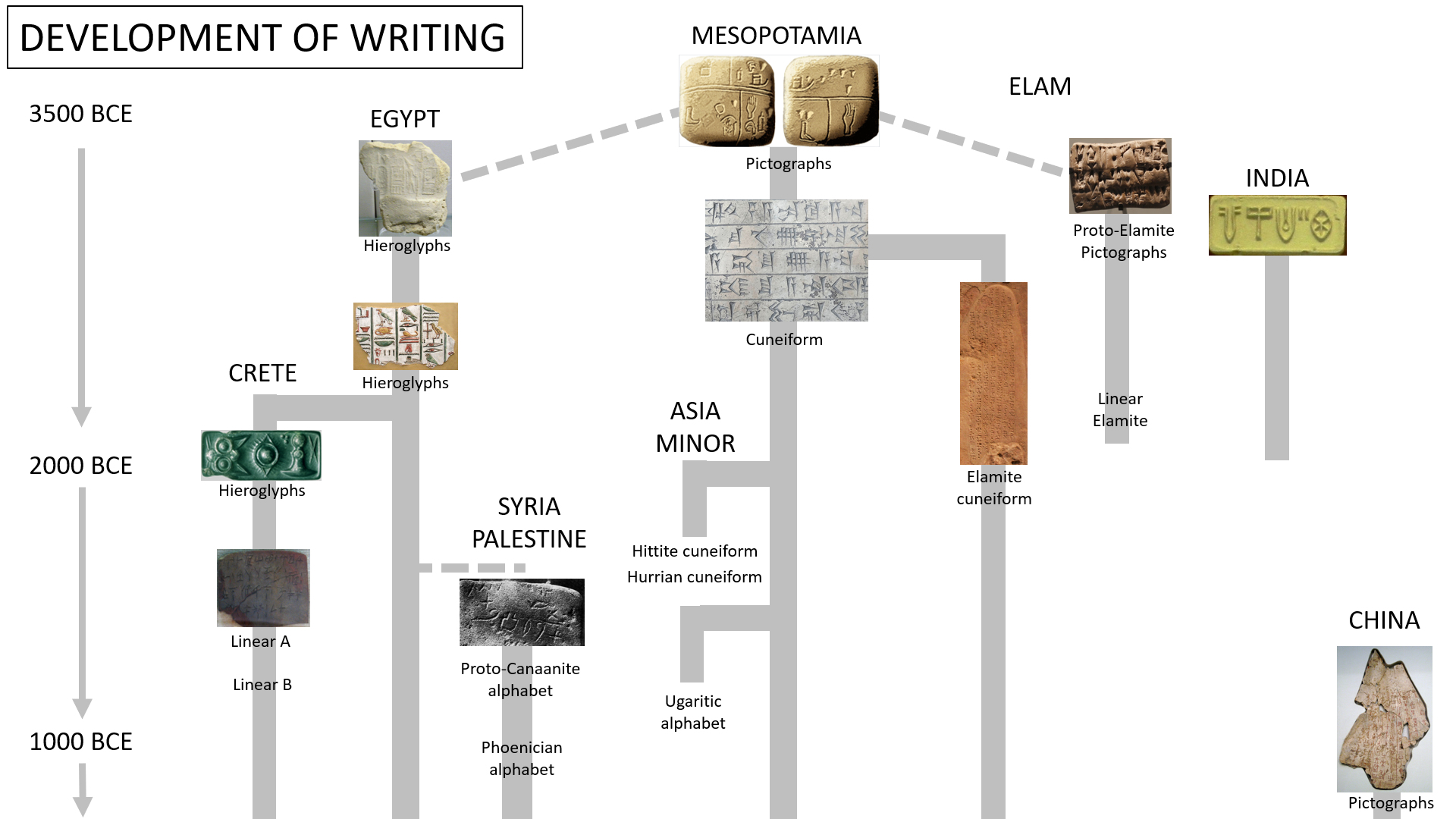
بازسازی استاندارد توسعه نوشتار و موقعیت آنها. این احتمال وجود دارد که خط مصری مستقل از خط بین‌النهرین اختراع شده باشد.

برخی از مردم شناسان، مانند جان آلدن، فلیپ کهل، فرانسوا والا و دیگران، معتقدند که نفوذ نیا-ایلامیان در پایان هزاره چهارم قبل از میلاد به سرعت رشد کرد و باعث ایجاد گستره آن با سبک‌های مشترک در سرامیک، هنر و معماری و کنترل آن بر راه‌های تجاری عمده میان فلات ایران و میان‌رودان شد و با ایجاد تجارت دریایی در خلیج فارس چندین قرن بعد به همان سرعت کاهش یافت.

## تاریخ، تعداد نویسه‌ها و رمزگشایی
پیش-ایلامی
این دوره که شامل دو دورهٔ موسوم به شوش اول و شوش دوم است، در حدود ۴۲۰۰ پیش از میلاد، آغاز شد، و در ۳۳۰۰ پیش از میلاد، پایان یافت. در این دوره بود که شوش احداث شد و اولین مهرهای استوانه ای کشف شده و حکومت در دشت شوشان برپا می‌شود.
از حدود هزاره نهم قبل از میلاد، یک سیستم مبتنی بر نشانه در بخش‌های مختلف خاور نزدیک باستان مورد استفاده قرار گرفت. اینها به نشانه‌های علامت‌گذاری شده و بعداً پاکت‌های علامت‌گذاری‌شده، که اغلب مهر و موم نامیده می‌شوند، تکامل یافتند. معمولاً فرض بر این است که اینها مبنای توسعه نیا-ایلامی و همچنین نیا-میخی بوده است (با بسیاری از نشانه‌ها، حدود ۲/۳، در شوش یافت شده است). توکن‌ها پس از توسعه نیا-میخی و نیا-ایلامی در استفاده باقی ماندند.
اولین لوح‌های یافت شده در این منطقه از نوع «عددی» هستند که فقط فهرستی از اعداد را شامل می‌شوند. آنها نه تنها در شوش و اوروک، بلکه در مکان‌های مختلفی از جمله مکان‌هایی که لوح‌های نیا-ایلامی و نیا-میخی نداشتند، مانند تل براک، حبوبا کبیرا، و تپه حصار و گودین تپه و جبل آرودا یافت می‌شوند.
کهن‌ترین آثار بالشتک/توکن که قدمت آن به نیمه نخست هزاره پنجم پیش از میلاد می‌رسد و قدیمی‌تر از نمونه‌های مشابه آن در میانرودان است، در محوطه چغاآهوان در دشت شوشان یافت شده است.
نیا-ایلامی

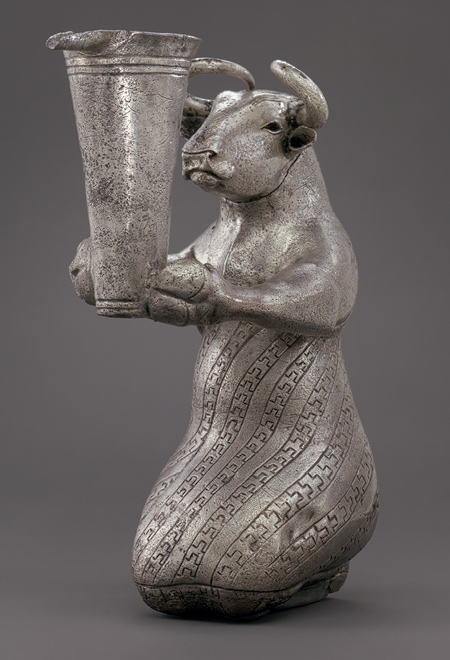
تندیس نقره ای گاو ایلامی، موزه هنر متروپولیتن، نیویورک.

در این دوره با پیدایش نگارش، ارتباط مستمر بین مراکز استقراری در سراسر فلات ایران تا شهرسوخته در سرحدات ایران و هند و تپه حصار در نزدیکی حدفاصل ایران و آسیای مرکزی برقرار شد و با شکل‌گیری حکومت در انشان، سیستم حسابرسی آغاز ایلامی در سرتاسر فلات ایران گسترش میابد.

#### خط نیاایلامی
کهن‌ترین دبیرهٔ ایلامی که نیاایلامی یا آغازایرانی نام‌گرفته، نخستین بار به سال ۳۱۰۰ پیش از میلاد در شهر شوش، پایتخت ایلامیان، در جنوب غرب ایران بکار گرفته شد. ابداع نگارش در شوش به ۳۳۰۰ سال پیش از میلاد می‌رسد. بر طبق داده‌های رادیوکربن، قرص‌های نیا ایلامی به احتمال قریب به یقین ۳۰۰۰–۳۳۰۰ سال قبل از میلاد قدمت دارند. همچنین در تپه سیلک، تپه یحیی و تل‌ملیان نیز دبیره‌های حامل این خط یافت شده است.
سفال‌های نیاایلامی یافت شده در تپه سیلک متعلق به آغاز هزاره سوم پیش از میلاد است، تاریخی که الواحِ با متون نیاایلامی کشف شده در آنجا متعلق به آن هستند و مهر و موم‌های نخستینِ استوانه ای نیز مربوط به این دوره هستند. درحال حاضر دلیلی برای اثبات دیرینه تر بودن خط آغاز میخی نسبت به آغاز نگارش ایرانی وجود ندارد.
شباهت‌هایی میان این خط با خط A جزیره کرت توسط محققان یافت شده است. طرفداران نظریه ایلامو دراویدی نیز شباهت‌هایی میان خطوط تمدن دره سند و این خط یافته‌اند. علاوه بر این شواهدی وجود دارد که نفوذ هنری این فرهنگ در تمدن دره سند را تأیید می‌کند، مانند مهرهای استوانه ای و برخی ابزار آرایشی که از نیاایلامیان تقلید شده است. در مصر نیز نفوذ فرهنگ نیاایلامی پیش از سلسله‌های شاهی دیده می‌شود. شواهدی نیز از ارتباطات بین فرهنگ نیاایلامی و فرهنگ‌های آسیای میانه، جنوب شرقی آناتولی، و مصر وجود دارد.
الواح و قرص‌های نیاایلامی در محوطه‌های باستانی زیر (به ترتیب تعداد) یافت شده است:
- شوش (بیش از ۱۶۰۰ عدد)
- انشان یا ملیان (بیش از ۳۳ عدد)
- تپه یحیی (۲۷ عدد)
- تپه سیلک (۲۳ عدد) (۱۲۳؟)
- تپه سفالین (۱۲ عدد)
- جیرفت (۲ عدد)
- تپه ازبکی (۱ عدد)
- شهرسوخته (۲ عدد)
- تل گسر (۱ عدد)
- تپه‌حصار (؟)
- شهداد (؟)
- گودین تپه (؟)

الواح دیگری نیز در تپه حصار و سیلک و چغامیش و … یافت شده‌اند که جزو نیاایلامی طبقه‌بندی نشده‌اند.
دبیرهٔ نیاایلامی دارای بیش از ۱۰۰۰ نشانه است و به‌نظر می‌رسد که باید بخشی از آن واژه‌نگار باشد.
در سال ۲۰۱۲ دکتر جیکوب دال از دانشکده شرق‌شناسی دانشگاه آکسفورد، پروژه‌ای را برای ساخت تصاویر باکیفیت از لوح‌های گلی نیاایلامی و انتشار آنلاین آنها اعلام کرد. او امیدوار است که با این کار، متخصصان علاقمند در سراسر دنیا بتوانند روی رمزگشایی این ۱۶۰۰ لوح کار کنند.
خط ایلامی باستان، از این خط تکامل یافته است.
آژیده مقدم، در مقاله ای که در آن، سعی در رمزگشایی این خطوط داشت، دبیره‌های نیاایلامی، ایلامی باستان و دبیره‌های مکشوفه در جیرفت را با یکدیگر مرتبط می‌داند.
این دبیره هنوز رمزگشایی نشده است، و زبانی را که نمایش می‌دهد هنوز ناشناخته است. اما در چند سال اخیر موج جدیدی از مطالعات برای رمزگشایی این خطوط آغاز شده است.